# هورمودر بايين (فين)
هورمودر بایین (بالفارسية: هورمودر پایین) هي قرية تقع في إيران في قسم فين الريفي. يقدر عدد سكانها بـ 36 نسمة .